# Torre de Caviedes
La torre de Caviedes es una casa-torre de estilo barroco situada en Caviedes, municipio de Valdáliga (Cantabria, España).
Antiguamente hubo en el mismo pueblo otra torre más antigua, que ya existía en el siglo XIII y cuyas ruinas desaparecieron en algún momento del XIX, cuna del linaje señorial del apellido Caviedes o Cabiedes.